# حرب أهلية (فلم)
حرب أهلية (بالإنجليزية: Civil War) هو فيلم إثارة ديستوبي أمريكي صدر عام 2024، من تأليف وإخراج أليكس غارلاند، وبطولة كيرستين دانست وواغنر مورا وكايلي سبيني وستيفن ماكينلي هندرسون وسونويا ميزونو ونيك أوفرمان. تدور أحداث الفيلم حول مجموعة من صحفيي الحرب  يسافرون من مدينة نيويورك إلى العاصمة واشنطن دي.سي، خلال حرب أهلية تدور رحاها في الولايات المتحدة بين [الحكومة الاتحادية للولايات المتحدة|حكومة فدرالية]] استبدادية وحركات انفصالية، في محاولة لإجراء مقابلة مع الرئيس قبل أن يستولي المتمردون على المدينة.
بدأ التصوير الرئيسي للفيلم في أتلانتا، جورجيا عام 2022، قبل أن تنتقل عملية الإنتاج لاحقاً إلى لندن في نفس العام. عُرض الفيلم لأول مرة في مهرجان ساوث باي ساوث ويست في 14 مارس 2024، قبل أن يُطرح في دور العرض الأمريكية عبر شركة إيه 24 في 12 أبريل 2024. بلغت ميزانية الفيلم حوالي 50 مليون دولار، مما جعله في حينه أغلى إنتاج لشركة A24. وقد حقق الفيلم أكثر من 127.3 مليون دولار على مستوى العالم، ليصبح ثاني أعلى الأفلام دخلًا في تاريخ إيه 24، وتلقى مراجعات إيجابية في المجمل من قِبل النقاد.

## القصة
اندلعت حرب أهلية في الولايات المتحدة، حيث تواجه حكومة فدرالية استبدادية، يقودها رئيس في ولايته الثالثة، ثلاث حركات انفصالية مسلّحة. وعلى الرغم من تأكيد الرئيس أن النصر وشيك، تُشير التوقعات إلى أن العاصمة واشنطن دي.سي ستسقط قريبًا في يد ما يُعرف بـ"القوات الغربية" (WF)، بقيادة تكساس وكاليفورنيا.
بعد نجاته من تفجير انتحاري في مدينة نيويورك، تلتقي المصوّرة الحربي المخضرمم لي سميث بزميلها الصحفي جويل من وكالة رويترز، ثم ينضم إليهما سامي، وهو مراسل مخضرم من نيويورك تايمز، لمشاركة خطتهما في التوجه إلى العاصمة لإجراء مقابلة مع الرئيس المعزول. ورغم محاولته ثنيهما عن الذهاب، يقرر مرافقتهم حتى الجبهة في شارلوتسفيل، فيرجينيا. في اليوم التالي، تكتشف لي أن جويل قد سمح بانضمام المصوّرة الصحفية الشابة جيسي كولين، والتي سبق أن التقتها خلال التفجير.
أثناء رحلتهم، يتوقف الفريق في محطة وقود يحرسها رجال مسلّحون. تكتشف جيسي أثناء تجوالها ورشة سيارات قريبة حيث يُعذَّب رجلان يُزعم أنهما لصّان. يتبعها أحد الحراس لكنها تُنقذ من الموقف عندما تقوم لي بالتقاط صورة له وهو يتفاخر بضحاياه. لاحقًا، تلوم جيسي نفسها على عدم امتلاك الشجاعة لالتقاط الصور.
بعد قضاء ليلة قريبة من مناطق الاشتباك، يقوم الفريق بتوثيق معركة في اليوم التالي، حيث تنجح ميليشيات انفصالية في الاستيلاء على مبنى كان تحت سيطرة القوات الموالية للحكومة. تُدرك لي موهبة جيسي كمصورة حرب وتبدأ في توجيهها، بينما تقوم جيسي بالتقاط صور لإعدامات ينفذها المتمردون بحق الأسرى. يقضي الفريق الليلة في مخيم للاجئين، ثم يمر عبر بلدة صغيرة يحاول سكانها تجاهل الحرب رغم وجود حراسة مشددة.
لاحقًا، يجد الفريق نفسه وسط معركة قنّاصة في موقع احتفال عيد ميلاد سابق. يسخر القنّاصة من جويل عندما يسأل عن الجهة التي يقاتلون من أجلها، مشيرين إلى أنهم "يقتلون من يحاول قتلهم". ومع مرور الوقت، تزداد جيسي قسوة واحترافًا في التقاط الصور وسط العنف. تسأل لي ذات مرة: "هل ستقومين بتصويري إذا قُتلت؟"، فتُجيب لي: "نعم."
خلال الرحلة، يصادفون صحفيين أجنبيين يعرفونهما: توني وبوهـاي. تقوم جيسي بتبديل السيارة مع توني، ثم يبتعد بوهـاي بالسيارة الجديدة، مصطحبًا جيسي. بعد فترة، يجد الفريق السيارة وقد تم احتجاز بوهـاي وتوني تحت تهديد السلاح من قبل ميليشيا مجهولة، كانت تقوم بدفن مدنيين في مقبرة جماعية. يحاول الفريق التفاوض لإطلاق سراحهما، لكن زعيم الميليشيا يُعدم الرجلين بدعوى أنهما "غير أمريكيين". يتدخل سامي وينقذ الفريق بدهس الشاحنة بمجموعة من المسلحين، لكنه يتعرض لإصابة قاتلة.
تحت وقع الصدمة، يصل الثلاثي المتبقي إلى قاعدة القوات الغربية في شارلوتسفيل، ليجدوا أن معظم القوات الحكومية قد استسلمت، تاركة العاصمة شبه خالية إلا من بعض فلول الحرس الرئاسي والمخابرات. ينفجر جويل في نوبة غضب ويصف موت سامي بأنه بلا جدوى، بينما تحاول لي تهدئة جيسي، موضحة أن سامي "كان سيختار الموت أثناء أداء عمله". لاحقًا، تجد لي نفسها غير قادرة على توثيق موت سامي، فتمسح الصورة التي التقطتها لجثته.
يندمج الفريق مع القوات الغربية خلال هجومها على العاصمة. تقوم جيسي مرارًا بتعريض نفسها للخطر من أجل التقاط الصور، بينما تصارع لي الإرهاق والانهيار. بعد اختراق القوات للمحيط المحصن للبيت الأبيض، تفر سيارة الليموزين الرئاسية، لكنها تُوقف سريعًا ويُقتل ركّابها، في ما يبدو أنه خدعة لتشتيت الانتباه.
تقود لي المجموعة إلى داخل مبنى البيت الأبيض، برفقة خمسة جنود من القوات الغربية. وفي الداخل، يحاول حراس الرئيس القلائل التفاوض على استسلام آمن، لكن الوضع يتحول إلى اشتباك مسلح. أثناء تبادل إطلاق النار، تدفع لي جيسي بعيدًا عن مرمى النيران، وتتلقى الرصاص بدلًا عنها، فتموت. تقوم جيسي بتصوير لحظة موتها.
تدخل جيسي ببرود إلى المكتب البيضاوي، حيث يُسحب الرئيس مذعورًا من تحت مكتبه. يطلب الصحفي جويل من الجنود التوقف للحظة للحصول على تصريح، فيتوسل الرئيس قائلاً: "لا تدعوهم يقتلوني." وبعد حصوله على الجملة، يتنحى جويل جانبًا، ويُعدم الرئيس على الفور. تقوم جيسي بتصوير الجنود وهم يتفاخرون بجثته.

## روابط خارجية
- مقالات تستعمل روابط فنية بلا صلة مع ويكي بيانات

- الموقع الرسمي